# Первомайское сельское поселение (Шумячский район)
Первомайское сельское поселение — муниципальное образование в составе Шумячского района Смоленской области России.
Административный центр — село  Первомайский.
Образовано законом Смоленской области от 28 декабря 2004 года. Глава муниципального образования Первомайского сельского поселения - Богрянцева Светлана Владимировна.

## Географические данные
- Общая площадь: 138,48 км²
- Расположение: северо-восточная часть Шумячского района
- Граничит:
  - на северо-востоке— с Починковским районом
  - на востоке— с Рославльским районом
  - на юго-востоке — с  Озёрным сельским поселением
  - на юго-западе и западе — с  Снегирёвским сельским поселением
  - на северо-востоке — с  Хиславичским районом
- По территории поселения проходят автомобильные дороги: Шумячи — Борщёвка А141,
- Крупная река Остёр.

## Население
| 2011  | 2012  | 2013  | 2014  | 2015  | 2016  | 2017  |
| ----- | ----- | ----- | ----- | ----- | ----- | ----- |
| 1944  | ↘1871 | ↘1840 | ↘1802 | ↘1774 | ↘1747 | ↘1725 |
| 2018  | 2019  | 2020  | 2021  |       |       |       |
| ↘1702 | ↘1648 | ↘1608 | ↗1633 |       |       |       |

## Населённые пункты
На территории поселения находятся 13 населённых пунктов:
| №  | Населённый пункт  | Тип     | Население |
| -- | ----------------- | ------- | --------- |
| 1  | Большая Игнатовка | деревня | 0         |
| 2  | Вежники           | деревня | 0         |
| 3  | Власково          | деревня | 0         |
| 4  | Гераськовка       | деревня | 14        |
| 5  | Дубровка          | деревня | 65        |
| 6  | Крутояки          | деревня | 1         |
| 7  | Малая Игнатовка   | деревня | 0         |
| 8  | Первомайский      | село    | 1393      |
| 9  | Поповка           | деревня | 1         |
| 10 | Слобода           | деревня | 14        |
| 11 | Чернатка          | деревня | 1         |
| 12 | Шибнево           | деревня | 10        |
| 13 | Щемиловка         | деревня | 0         |